# Noyant
Noyant ist eine Ortschaft und eine Commune déléguée in der französischen Gemeinde Noyant-Villages mit 1.746 Einwohnern (Stand 1. Januar 2022) im Département Maine-et-Loire in der Region Pays de la Loire.
Die Gemeinde Noyant wurde am 15. Dezember 2016 mit 13 weiteren Gemeinden, namentlich Auverse, Breil, Broc, Chalonnes-sous-le-Lude, Chigné, Dénezé-sous-le-Lude, Genneteil, Lasse, Linières-Bouton, Meigné-le-Vicomte, Méon, Chavaignes und Parçay-les-Pins zur neuen Gemeinde Noyant-Villages zusammengeschlossen.

## Geografie
Noyant liegt in der Landschaft Baugeois im äußersten Osten des Départements Maine-et-Loire an der Grenze zum Département Indre-et-Loire.
Der Fluss Marconne entspringt südlich des Ortes.

## Freizeit und Kultur
Auch in Noyant wird das regionale Boulespiel des Baugeois, das Boule de fort, gespielt. 
Noyant verfügt über ein großzügig angelegtes Freibad.

## Verkehr
Hauptverkehrsader ist die Départementsstraße D 766 von Baugé nach Château-la-Vallière. Sie kreuzt in Noyant die Départementsstraße D 141.